# Gioacchino Guaragna
Gioacchino Guaragna est un escrimeur italien né le 14 juin 1908 à Milan et mort le 19 avril 1971 dans la même ville.

## Carrière
Gioacchino Guaragna obtient aux Jeux olympiques d'été de 1928 à Amsterdam la médaille d'or de fleuret par équipe. En 1932  à Los Angeles, il est médaillé d'argent de fleuret par équipe et se classe quatrième en fleuret individuel. Il participe aussi aux Jeux olympiques d'été de 1936 à Berlin, terminant cinquième individuellement et étant sacré champion olympique par équipe,.